# アセトアニリド
アセトアニリド (acetanilide) は、アミドの一種で、フレーク状の外見を持つ無色の固体。N-フェニルアセトアミド、アセタニルなどとも呼ばれる。アンチヘブリンという名称でかつて解熱鎮痛剤として用いられていた有機化合物。
アセトアニリドは、アニリンを無水酢酸と反応させてアセチル化して合成できる。アニリニウム塩や塩化アセチルを使っても良い。

## 性質
熱水に溶ける。545 ℃ まで加熱すると発火するが、通常の条件では安定。純粋な結晶は無色である。

## 用途
アセトアニリドは、セルロース系ニスの酸化防止剤、ゴムの加硫促進剤、色素や医薬品の合成中間体として用いられる。19世紀には、写真の現像液の成分のひとつとされていた。
アセトアニリドには鎮痛作用、解熱作用が知られる。アセトアミノフェン（パラセタモール、4'-ヒドロキシアセトアニリド）と同族の医薬品である。かつては大衆薬として "acetanilid" という名で販売されていた。しかし1948年にジュリアス・アクセルロッドとバーナード・ブローディは、アセトアニリドが他の同用途の薬品に比べ高い毒性を持ち、メトヘモグロビン血症を引き起こして肝臓や腎臓に損傷を与えることを発見した。そのためアセトアニリドは、アセトアミノフェンなど毒性のより低い医薬品にその地位をゆずることとなった。アセトアミノフェンがアセトアニリドの代謝産物であることもまた、アクセルロッドとブローディにより示唆されたことであった。